# Đại dịch COVID-19 tại Cabo Verde
Bài viết này ghi lại các tác động của đại dịch COVID-19 ở Cabo Verde, và có thể không bao gồm tất cả các phản ứng và biện pháp chính hiện đại.

## Dòng thời gian
Vào ngày 20 tháng 3, trường hợp đầu tiên ở nước này được xác nhận, là một người nước ngoài 62 tuổi đến từ Vương quốc Anh.
Thêm 2 trường hợp được xác nhận vào ngày hôm sau vào ngày 21 tháng 3. Cả hai trường hợp đều là khách du lịch, từ Hà Lan và Anh, những người được nhìn thấy lần cuối trên Boa Vista trước khi thử nghiệm dương tính.
Tính đến ngày 31 tháng 12 năm 2023, Cabo Verde ghi nhận 64,477 trường hợp nhiễm COVID-19 và 417 trường hợp tử vong.

## Phòng ngừa
Kể từ ngày 16 tháng 3, các cuộc thử nghiệm đang được thực hiện ở Cape Verde chứ không phải ở nước ngoài, bởi Labourório de Virologia de Cabo Verde, ở Praia.
Vào ngày 17 tháng 3, như một biện pháp dự phòng, Thủ tướng Jose Ulisses Correia e Silva tuyên bố  việc đình chỉ tất cả các chuyến bay đến từ Mỹ, Brazil, Senegal, Nigeria, Bồ Đào Nha và tất cả các nước thuộc Liên minh Châu Âu bị ảnh hưởng bởi coronavirus. Việc đình chỉ hoạt động trong ba tuần. Trường hợp ngoại lệ cho các chuyến bay chở hàng và chuyến bay cho công dân nước ngoài muốn trở về nhà. Lệnh cấm cũng được áp dụng đối với việc cập cảng tàu du lịch, tàu thuyền và hạ cánh từ hành khách hoặc thủy thủ đoàn từ tàu chở hàng hoặc tàu cá.
Cabo Verde Airlines đã đưa ra quyết định đình chỉ các chuyến bay. Kể từ ngày 28 tháng 2, các chuyến bay đến Milan (Ý) bị đình chỉ. Vào ngày 6 tháng 3, các chuyến bay đến Lagos (Nigeria), Porto Alegre (Brazil) và Washington DC (Hoa Kỳ) cũng bị đình chỉ. Vào ngày 17 tháng 3, theo quyết định của Chính phủ, Cabo Verde Airlines đã đình chỉ tất cả các tuyến khác.